# Bulbophyllum foetidolens
Bulbophyllum foetidolens är en orkidéart som beskrevs av Cedric Errol Carr. Bulbophyllum foetidolens ingår i släktet Bulbophyllum och familjen orkidéer. Inga underarter finns listade i Catalogue of Life.